# Montreuil-Bellay
Montreuil-Bellay é uma comuna francesa na região administrativa da Pays de la Loire, no departamento de Maine-et-Loire. Estende-se por uma área de 48,96 km². Em 2010 a comuna tinha 3 991 habitantes (densidade: 81,5 hab./km²).